# Щербівці
Щербі́вці — село в Україні, у Новоушицькій селищній територіальній громаді Кам'янець-Подільського району Хмельницької області. До адміністративної реформи 19 липня 2020 року село належало до Новоушицького району. Населення становить 355 осіб. Розташоване за 128 км від Вінниці та 128 км від Хмельницького.

## Символіка

### Герб
Щит у золотистій оправі, фон лазурового кольору. У верхній частині зображена церква з жовтим куполом, як символ християнської віри. Колосся нахилені на ліву й праву сторони, а в центрі овочі та фрукти, як знак основного виду зайнятості населення. У нижній частині хвиляста горизонтальна лінія синього кольору, що символізує річку, адже село засноване біля річки.

### Прапор
Прямокутне полотнище блакитного кольору з синьою смужкою у нижній частині, що символізує річку на території села. У лівому верхньому куті зображено чотири жовтих колоски, як знак основного виду зайнятості населення. Блакитний колір символізує небо та вдосконалення духу.

## Загальне
На межі між Хмельницькою та Вінницькою областями розташувалось мальовниче село Щербівці. Навкруги розташовані такі села як Заміхів, Воронівці, Балабанівка, Мала Стружка, Струга. Село потопає у садках серед лісів. Тут є навіть ставок, ще викопаний у сиву давнину якимось паном. Проте час, такий невблаганний та суворий, узяв верх і над цією пам'яткою попередніх віків. Ставок, раніше чистий та прозорий, блакитний та семиметровий, з побудованими до самого дна східцями, сьогодні нагадує страшну трясовину, на дні якої знайшли свій вічний спокій оті східці, і хто зна, які ще загадки давнини. Піднімаючись від ставка на пагорб перед очима постає панська садиба. Старенький будиночок, де зараз розташований дитячий садок та школа. А за будиночком знаходиться парк, де деревам не менше 200 років. Також у селі є декілька водоспадів з цілющою, холодною та надзвичайно смачною водою. Вона з гуркотом падає у щербовецьку річечку Говірку. Ця річка, що протікає через село, міленька, тоненька, але ж і за це потрібно бути вдячним, бо в ній і риба водиться, і мають де плавати качечки, гуси та лебеді.

### Часи Голодомору на селі
За даними офіційних джерел (тогочасних ЗАГСів, які хоч і не завжди реєстрували правдиву кількість померлих, саме від голоду, бо було заборонено вказувати, що людина померла голодною смертю) в селі в 1932–1933 роках загинуло близько 6 жителів села. На сьогодні встановлено імена лише 3 осіб. Мартиролог укладений на підставі поіменних списків жертв Голодомору 1932–1933 років, складених Малостружківською сільською радою згідно даних місцевого РАГСу (хоча й звіритися з конкретними документальними свідченнями стає майже неможливо, оскільки не всі вони дійшли до наших днів, в силу різних обставин Поіменні списки зберігаються в Державному архіві Хмельницької області.
Кількість померлих і їх особисті дані не є остаточними, оскільки не всі дані збереглися і не все заносилося до книг обліку тому є ймовірність, того, що мартиролог Голодомору в селі буде розширений